# Arktika (quebra-gelo)
Arktika (russo: Арктика) é um quebra-gelo movido a energia nuclear soviético da classe Arktika. Em serviço entre 1975 e 2008, foi a primeira embarcação de superfície a atingir o Pólo Norte em 17 de agosto de 1977.

## Construção
A construção da embarcação começou no Estaleiro Báltico em São Petersburgo em 3 de julho de 1971. Os testes no mar foram concluídos em 17 de dezembro de 1975.
Em 1982, foi rebatizado como Leonid Brezhnev em honra de Leonid Brezhnev, o secretário-geral do Comité central do Partido Comunista da União Soviética de 1964 até sua morte em 1982. Em 1986 o nome foi revertido para Arktika, devido à tripulação não gostar do nome e se recusar a responder mensagens de rádio a não ser que a embarcação fosse chamada por Arktika. Antes de completar uma semana da greve, o nome foi mudado. Outra explicação é de que o nome original é devido a uma confusão administrativa e o nome Leonid Brezhnev nunca fora cogitado para o Arktika e sim deveria ter nomeado outra embarcação.

## Propulsão
Originalmente o reator foi projetado para 100 000 horas de vida, o tempo de serviço do Arktika foi prolongado por mais 50 000 horas em 2000 e outras 25 000 depois disso, acrescentando 8 anos a um projeto de 25 anos de serviço. O prolongamento da vida foi realizado por meio da substituição de equipamentos essenciais para permitir a operação segura e contínua da Central nuclear. Em 17 de maio de 2000 uma conferência de engenheiros, cientistas e oficiais do governo russo foram a bordo do Arktika depois de sua primeira extensão de serviço. A operação custou apenas $4 milhões, comparado ao custo de $30–50 milhões de um novo quebra-gelo nuclear e provou ser um empreendimento de sucesso. A conferência concluiu que as horas de serviço dos quebra-gelos nucleares russos poderiam ser estendidos com sucesso a 175 mil horas.

## Incêndio
Em 9 de abril de 2007 um incêndio atingiu o Arktika. O fogo causou pequenos danos a três cabines e um painel de distribuição de energia, sem atingir o reator nuclear ou deixar feridos. O quebra-gelo estava no mar de Kara, quando o fogo começou.

## Desativação
Depois de 33 anos de serviços prestados no Ártico, sendo o primeiro navio a chegar ao Pólo Norte, o primeiro navio civil a ficar mais de um ano sem sem aportar em 2000 e navegando mais de um milhão de milhas náuticas em 2005, o Arktika foi retirado de serviço em outubro de 2008. Atualmente encontra-se ancorado em Atomflot, uma base nuclear em Murmansk, afastado 1 ½ km (0,9 milha) da doca principal, onde permanecerá até que sejam elaborado um plano para o seu desmanche. Enquanto isso, ele é objeto de pesquisas com objetivo de estudar meios de aumentar a vida útil de outros quebra-gelo classe Arktika.